# Aprenentatge de llengües assistit per ordinador
L'Aprenentatge de llengües assistit per ordinador és l'estudi i la concepció de diferents maneres d'emprar l'ordinador a l'ensenyament i l'aprenentatge de llengües estrangeres (en anglès es coneix com a Computer-Assisted Language Learning, CALL). Com a disciplina i àrea d'estudi i praxi, l'ALAO abasta una gran varietat d'aplicacions que poden anar des de l'ús de programari instal·lat localment que permet a l'aprenent fer una seqüència d'activitats didàctiques amb autocorrecció fins a l'ús de mons virtuals per a l'aprenentatge de llengües, passant per l'ús d'entorns virtuals d'aprenentatge, pissarres digitals interactives, l'ús de corpus i concordances, o l'anomenada comunicació mitjançada per ordinador (en anglès Computer-Mediated Communication, CMC).
Des de la dècada de 1990, cada vegada és més difícil classificar CALL, ja que s'ha estés l'ús de blocs, wikis, xarxes socials, podcasting, aplicacions Web 2.0, aprenentatge d'idiomes en mons virtuals i pissarres interactives.
S'ha identificat tres fases històriques de CALL, classificades segons els seus enfocaments pedagògics i metodològics subjacents:
- conductista: concebuda en els anys cinquanta i implementada als anys seixanta i setanta.
- comunicativa: de 1970 fins a 1980.
- Integral: abraçant multimèdia i Internet: 1990s.